# Tomb Raider I–III Remastered
Tomb Raider I–III Remastered è un videogioco d'azione e avventura pubblicato nel 2024 da Aspyr Media e sviluppato da Saber Interactive. Si tratta di una raccolta rimasterizzata, con grafica e altri aspetti tecnici migliorati o rinnovati, dei primi tre titoli della serie classica della saga videoludica Tomb Raider, originariamente sviluppati da Core Design: Tomb Raider (1996) con l'espansione Unfinished Business (1998), Tomb Raider II (1997) con l'espansione Golden Mask (1999), e Tomb Raider III (1998) con l'espansione The Lost Artefact (2000). Il gioco è stato annunciato il 12 settembre 2023 e pubblicato per Nintendo Switch, PlayStation 4, PlayStation 5, Windows, Xbox One e Xbox Series X/S il 14 febbraio 2024, in concomitanza con il compleanno della protagonista di Tomb Raider, l'archeologa avventuriera Lara Croft.  

## Modalità di gioco
Ognuno dei tre videogiochi vede l'archeologa avventuriera Lara Croft esplorare vari scenari, tra cui antiche rovine, templi, tombe, ambientazioni urbane, industriali, e altre, alla ricerca di antichi manufatti dalle proprietà straordinarie e fronteggiando vari nemici, con una visuale in terza persona. Lara è equipaggiata di base con due pistole a munizioni infinite e può trovare attraverso gli scenari varie altre armi da fuoco. Può spostarsi negli scenari correndo, camminando, saltando in varie direzioni, aggrappandosi e arrampicandosi su sporgenze e pareti, rotolando, e nuotando. Può inoltre raccogliere o interagire con vari oggetti ed elementi negli scenari. La raccolta include nuove funzionalità comuni a tutti i tre giochi, come la possibilità di scegliere tra grafica rimasterizzata e originale, sistemi di controllo moderni e originali, e opzioni quali il puntamento automatico, le barre della salute per i nemici boss, una modalità foto, e oltre 200 obiettivi (trofei) di gioco.

## Novità implementate
Sono stati completamente rifatti i modelli poligonali di Lara Croft, dei nemici, degli oggetti interagibili e non interagibili presenti negli scenari, e ne sono stati aggiunti di nuovi per arricchire gli scenari stessi (tra cui pietre, piante, oggetti di illuminazione, e altri); sono state completamente rifatte le testurizzazioni degli scenari, e gli effetti scenici quali illuminazione, fuoco, acqua, e altri; sono stati modificati o interamente rifatti i soffitti di alcuni scenari per introdurre sorgenti di luce naturale realistica, e sono stati smussati gli angoli dei poligoni non interagibili degli scenari, precedentemente tutti squadrati, introducendo geometrie più complesse e arrotondate. Il modello di Lara Croft inoltre proietta un'ombra dinamica realistica, e mostra un effetto bagnato quando entra e poi esce dall'acqua. Lara è anche in grado di compiere espressioni facciali dettagliate. Gli effetti sonori risultano ovattati quando Lara è sott'acqua, mentre fanno effetto eco quando è in ambienti ampi quali caverne e stanzoni.
Sono state inoltre implementate alcune nuove possibilità di movimento per la protagonista: in Tomb Raider I sono stati importate le capriole a mezz'aria effettuabili durante i salti in avanti e indietro, introdotte originariamente solo a partire da Tomb Raider II nel 1997; in Tomb Raider III sono state introdotte la capriola a carponi, e la capriola a carponi per lanciarsi da cunicoli, quest'ultima introdotta solo da Tomb Raider: Chronicles nel 2000.
Il gioco include una modalità fotografica avanzata che permette di scattare foto personalizzate di Lara. Si possono scegliere tra 21 pose diverse, 8 espressioni facciali, 14 vestiti differenti e un assortimento di armi. Inoltre, la modalità fotografica offre una funzionalità di inquadratura a 360 gradi, consentendo una totale libertà creativa nella composizione delle immagini.
A partire dalla patch 3, è stata introdotta anche la possibilità di scegliere qualsiasi abbigliamento tra i 14 vestiti disponibili nel vestiario e di giocare con essi. Inoltre, i giocatori possono scegliere di far indossare a Lara gli occhialini. Questa funzionalità è disponibile come extra solo dopo aver completato il gioco la prima volta.